# 케플러-9
케플러-9는 거문고자리 방향에 있는 태양 비슷한 항성이다. 2010년 이 별 주위 행성계를 통과법을 이용하여 발견하였는데, 이는 당시 기준으로 2개 이상 행성을 통과법을 사용하여 동시 발견한 최초 사례였다.

## 명명법 및 관측역사
케플러-9는 케플러 계획의 이름을 따서 명명되었다. 이 계획은 NASA가 지구 비슷한 행성을 찾기 위해 추진한 프로젝트이다. 이 별은 대중에게 불리는 애칭은 따로 갖고 있지 않다.
2010년 6월 케플러 관측선과 통신연결이 시작된 지 43일이 지난 시점에서 오퍼레이터들은 외계 행성으로 등록할 후보 700개 이상 목록을 확보했다. 이 중 다섯 개가 두 개 이상 복수 행성을 거느리고 있을 것으로 추측되었다. 케플러-9는 이들 중 하나로, 항성 앞을 지나가면서 별빛이 어두워지는 타이밍이 뚜렷하게 변화를 일으켰는데 이로부터 행성이 둘 이상 별을 돌고 있음을 알게 되었다. 발견 시점에서 이 행성계는 통과법으로 두 개 이상 자식행성이 한번에 발견된 곳으로 기록되었다. 또한 케플러-9는 통과 타이밍 변화법을 사용하여 구성원들의 질량을 알아낸 최초 행성계이기도 하다. 2010년 8월 26일 발견 사실이 공식 발표되었다.

## 특징
케플러-9는 거문고자리 방향으로 지구로부터 약 2119 광년 떨어져 있다. 질량은 태양보다 7%, 반지름은 2% 큰데 이로부터 태양과 거의 비슷한 덩치를 지닌 유사태양으로 볼 수 있다. 표면의 유효온도는 5777 (± 61) K으로 태양의 5778 K과 사실상 일치한다고 볼 수 있다. 다만 대기 중 금속함량은 태양보다 32% 크다. 별의 나이는 태양보다 어려서 약 10억 년 정도일 것으로 추정된다.

## 행성계
확인된 행성은 총 세 개이다. 별에서 두 번째로 가까운 케플러-9b와 가장 바깥쪽에 있는 케플러-9c는 둘 다 가스 행성이다. 그러나 이들의 반지름은 목성의 80% 정도이나 질량은 각각 목성의 25%, 17%에 불과하여 밀도가 물보다 낮다.(대략 토성과 비슷함) 가장 안쪽을 도는 케플러-9d는 반지름이 지구보다 64% 큰 슈퍼지구로 항성을 1.6일에 1회 공전한다. 이상의 발견사실이 잘못되었을 확률은 0.59%이다.
항성에 가장 가까운 케플러-9d와 바로 바깥 케플러-9b의 궤도공명비는 1:12이다. 반면 케플러-9b와 케플러-9c의 공명비는 1:2로 소위 평균운동공명비를 보인다. 케플러-9b와 케플러-9c는 통과법을 이용하여 발견한 행성 중 이러한 궤도 설정을 적용한 최초 천체이다. 이러한 궤도공명은 행성들의 공전속도를 바꾸고 두 행성이 항성 앞을 지나가는 시간간격에 변화를 준다. 예를 들어 케플러-9b는 1회 공전할 때마다 공전주기가 4분씩 늘어나며 c는 반대로 39초씩 줄어든다. 이처럼 공전주기가 바뀌기 때문에 상기 행성들의 질량은 동역학 모형을 이용하여 측정했다.(보통 행성 질량은 통과법으로는 구할 수 없는 매개변수이다.) 보다 정교한 질량 추정치는 켁 1 망원경에 부착된 HIRES 기기로 구했다. 측정에는 시선속도법을 사용했다.
케플러-9b, 9c 둘 다 '동결선' 바깥에서 태어난 것으로 추측된다. 이후 이들은 행성을 만들고 남은 원시행성계 원반 잔여물질과의 상호작용으로 항성 근처로 끌려왔을 것이다. 이들은 이 이주과정 중 현재의 궤도공명 상태에 고정된 것으로 보인다.